# Нікопська архієпархія
Нікопська архієпархія  (на латині Archidioecesis Nicopsitana ) - закрита кафедра Константинопольського  патріархату та титульною кафедрою католицької церкви .

## Історія
Нікопсі, що відповідає сучасному російському місту Туапсе (Краснодарський край), був стародавнім архієпископством римської провінції Зехія. Жоден грецький єпископ не відомий про цю кафедру.
З 1929 року Нікопсі входить до числа титулярного архієпископського престолу Католицької Церкви; місце було вакантним з 12 жовтня 1966 року.

## Хронотаксис титулярних архієпископів
- Йоганнес Поггенбург † (помер 29 серпня 1930 — 6 січня 1933)
- Блаженний Алойзіє Віктор Степінац † (28 травня 1934 — 7 грудня 1937, наступник архієпископа Загребського)
- Джозеф Батт † (помер 23 квітня 1938 - 23 серпня 1944)
- Хуан Калланта Сісон † (20 серпня 1956 — 12 жовтня 1966 змінив архієпископа Нуева-Сеговії)

## Зовнішні посилання
- [{{{1}}} Нікопська архієпархія] // Catholic-Hierarchy.org. ed. David M. Cheney. 1996-2013. Revised: 16 March 2013.

- (англ.) La diocesi nel sito di www.gcatholic.org